# Cius

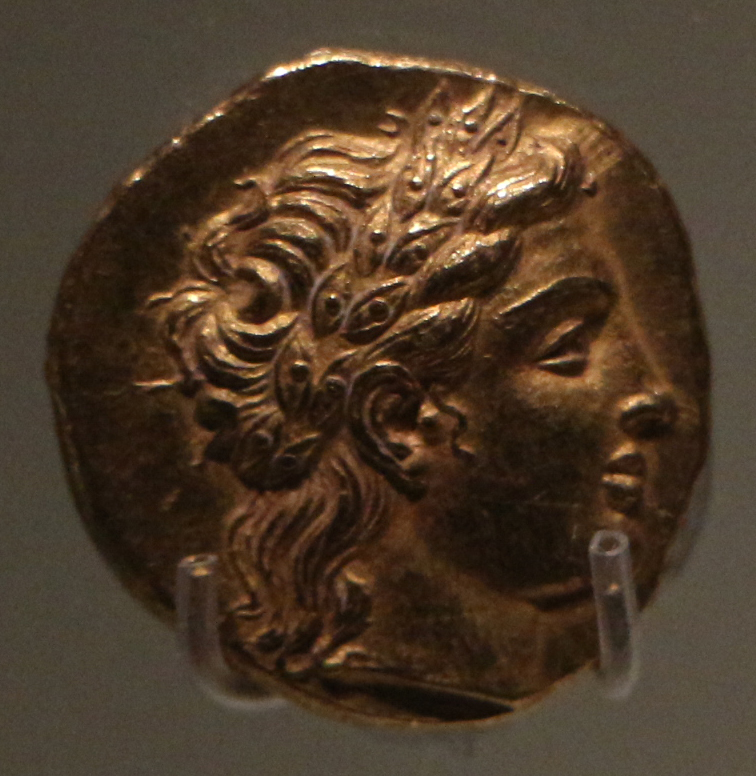
Cius coin

Cius (forme latine) ou Kios (en grec Kίος / Kíos) est une ancienne cité côtière grecque au bord de la Propontide (actuelle mer de Marmara) en Bithynie (nord-ouest de la Turquie actuelle). Elle est déjà connue sous ce nom par Aristote et Strabon.

## Notice Historique
Colonie de Milet, Cius gagne une certaine importance comme place commerciale. En 302 av. J.-C., Antigone le Borgne s'en empare et fait mettre à mort le tyran au pouvoir. La cité rejoint la Ligue étolienne et est détruite par son adversaire Philippe V, roi de Macédoine. Prusias Ier, roi de Bithynie, reconstruit la ville et lui donne son nom. Étape importante à l’extrémité occidentale de la Route de la soie, se poursuivant jusqu’en Chine, la ville devient une place prospère sous les Empires romain et byzantin.
Au moment des échanges de population de 1923, les réfugiés grecs de Cius s’établissent en Argolide et fondent le village de Néa Kíos.
Peu de vestiges demeurent de l’ancienne ville et de son port, sur le site desquels est bâtie la ville moderne turque de Gemlik, dans la province de Brousse.

## Personnalités liées à la ville
- Mithridate de Cius
- Claudia Metrodora, philanthrope vivant à l’époque de Néron (Ier siècle)